# گرلز پلنت ۹۹۹
گرلز پلنت ۹۹۹: حماسه دختران (انگلیسی: Girls Planet 999: The Girls Saga) که به سادگی با نام گرلز پلنت ۹۹۹ شناخته می‌شود، یک برنامه واقع‌نمای ساخته‌شده توسط ام‌نت است. یازده قسمت اول این برنامه از ۶ اوت ۲۰۲۱، جمعه‌ها ساعت ۲۰:۲۰ (کی‌اس‌تی) و قسمت فینال به‌طور زنده در ۲۲ اکتبر ساعت ۲۰:۰۰ (کی‌اس‌تی) روی آنتن رفت. این برنامه در شبکه ام‌نت، آی‌چی‌یی و یوتیوب پخش شد.
گرلز پلنت ۹۹۹ یک محصول تولیدی توسط شرکت مادر ام‌نت یعنی سی‌جی ئی اند ام و زیرمجموعهٔ آن، استودیو تیک وان و همچنین همکاری با توسعه دهنده و ناشر گیم، ان‌سی‌سافت است و هدف این برنامه تشکیل یک گروه ۹ نفره دخترانه کی-پاپ از میان کارآموزان و آیدل‌های چینی، ژاپنی و کره جنوبی است. ادیشن‌های این رقابت از ژانویه تا فوریه ۲۰۲۱ انجام شد. 
از بین ۱۳٬۰۰۰ متقاضی، ۹۹ نفر برای حضور در رقابت انتخاب شدند.
در فینال این برنامه که ۲۲ اکتبر ۲۰۲۱ به صورت زنده پخش شد، گروه نهایی ۹ نفره معرفی شد و اعلام شد که با نام کپلر فعالیت خود را آغاز می‌کنند. 
فصل دوم با عنوان بویز پلنت از ۲ فوریه ۲۰۲۳ با حضور کارآموزان پسر پخش شد.

## عوامل
گرلز پلنت ۹۹۹ توسط یو جین گو اجرا شد، که لقب او «پلنت مستر» (Planet Master) بود. باقی مربیان که در برنامه حضور داشتند و لقب آنها «masters» بود:
- کی-پاپ مستر:
  - سونمی
  - تیفانی یانگ
- دنس مستر:
  - بک کو یونگ
  - جانگ جوهی
- وکال مستر:
  - لیم هان بیول
  - جو آ یونگ
- رپ مستر (قسمت‌های ۶–۷):
  - وو وون جه

## پیامد
کپلر قرار بود که در ۱۴ دسامبر ۲۰۲۱ با انتشار مینی‌آلبوم First Impact فعالیت خود را آغاز کند، اما به خاطر اینکه تست کووید ۱۹ یکی کارکنان آنها مثبت شد، زمان انتشار عقب افتاد و در ۳ ژانویه ۲۰۲۲ منتشر شد. نخستین اجرای گروه در جوایز موسیقی آسیایی ام‌نت قرار بود که ۱۱ دسامبر ۲۰۲۱ انجام شود که به علت اینکه تست کووید ۱۹ یکی از اعضای گروه مثبت شده بود، کنسل شد و این گروه به‌طور رسمی در ۳ ژانویه ۲۰۲۲ فعالیت خود را آغاز کرد.